# Человек, который слишком много знал (фильм, 1934)
«Человек, который слишком много знал» (англ. The Man Who Knew Too Much) — кинофильм режиссёра Альфреда Хичкока, вышедший на экраны в 1934 году. Фильм снят по рассказу Чарльза Беннетта и Уиндхэма Льюиса. Хичкок в 1956 году снял ремейк фильма с одноимённым названием, в котором был немного изменён сюжет и действие было перенесено в Марокко.

## Сюжет
Туристы Боб и Джилл Лоуренс вместе со своей дочерью Бетти приезжают в Швейцарские Альпы, чтобы провести отпуск со своим близким другом Луи Бернаром. Во время вечеринки последний погибает от пули убийцы, но перед смертью открывает Джилл информацию о шпионском заговоре. Тем не менее Лоуренсы не могут сообщить обо всём властям, поскольку заговорщики похищают Бетти. Теперь Боб и Джилл должны самостоятельно распутать это дело.

## В ролях
- Лесли Бэнкс — Боб Лоуренс
- Эдна Бест — Джилл Лоуренс
- Питер Лорре — Эбботт
- Фрэнк Воспер — Рамон
- Хью Уэйкфилд — Клайв
- Нова Пилбим — Бетти Лоуренс
- Пьер Фресне — Луи Бернар
- Сисли Оутс — сестра Агнес
- Д. А. Кларк Смит — инспектор Бинстед
- Джордж Курцон — Гибсон

## Факты
- Павильонные съёмки производились в студии Lime Grove.
- Камео Альфреда Хичкока: на 33-й минуте он переходит дорогу справа налево в чёрной шинели.
- За основу сцены перестрелки между террористами и полицией взята знаменитая «Битва на Сидней-стрит», произошедшая 2 января 1911 года.